# Zinklamellenüberzug
Zinklamellenüberzüge sind nicht-elektrolytisch aufgebrachte Beschichtungen, die einen guten Korrosionsschutz bieten. Diese Überzüge bestehen aus einer Mischung von Zink- und Aluminiumlamellen, die durch eine anorganische Matrix verbunden sind.
Die Anforderungen an Zinklamellenüberzüge werden in der internationalen Norm ISO 10683 und auch in der europäischen Norm DIN EN 13858 festgelegt. DIN EN ISO 10683 legt die Anforderungen an Zinklamellenüberzüge für Verbindungselemente mit Gewinde fest, und DIN EN 13858 beschreibt die Anforderungen an Zinklamellenbeschichtungen für Verbindungselemente ohne Gewinde und auch für andere Bauteile. Es gibt zwei Gruppen von Zinklamellenüberzügen:
1. Cr(VI)-haltige (sechswertiges Chrom) Zinklamellenüberzüge: Cr(VI)-haltige Oberflächen bieten höheren Korrosionsschutz bei geringerer Schichtdicke. Cr(VI) ist aber krebserzeugend und umweltgefährdend, weshalb die Automobilindustrie in Zinklamellenüberzügen heutzutage auf diesen Inhaltsstoff verzichtet. Europäische Verordnungen verbieten die Anwendung Cr(VI)-haltiger Oberflächen, wie die Altautoverordnung EG 2000/53 und EG 2002/95 über Elektro- und Elektronikgeräte (RoHS-Richtlinie). Bei Anwendungen außerhalb der Automobil- bzw. Elektroindustrie sind diese Überzüge noch zulässig.
2. Cr(VI)-freie Zinklamellenüberzüge: Cr(VI)-freie Schichten sind umweltfreundlicher als Cr(VI)-haltige Oberflächen, haben jedoch den Nachteil, dass der sogenannte "Selbstheilungseffekt" nicht gegeben ist.

Verschiedene Konstrukteure, Automobilfirmen und ihre Lieferanten haben ihre eigenen Spezifikationen und Liefervorschriften erstellt, um die Anforderungen an diese Beschichtungssysteme festzulegen.
Zinklamellenbeschichtung ist ein Überbegriff für die Beschichtungstechnologie. Diese wird von verschiedenen Anbietern unter dem jeweiligen Markennamen angeboten. Die Unternehmen treten meistens als Lizenzgeber für die einzelnen Beschichtungsbetriebe auf.

## Geschichte
Da elektrolytisch verzinkte Oberflächen einen vergleichsweise geringen Korrosionsschutz bieten, und bei galvanischen Zinkschichten auf hochfestem Stahl (z. B. Hochfeste Schrauben mit Festigkeitsklasse 10.9 und 12.9) die Gefahr der Wasserstoffversprödung besteht, brauchte die Industrie ein anderes Korrosionsschutzsystem. Hochfeste Stahlteile (wie Schrauben mit Festigkeitsklasse > 10.9, hochfeste Muttern mit Festigkeitsklasse > 9), Konstruktionsteile mit Zugfestigkeit > 1000 N/mm² oder > 320 HV sind empfindlich für Wasserstoffversprödung. Galvanische Beschichtungsverfahren und Beizen mit Säuren haben einen großen Einfluss bei der Entstehung wasserstoffinduzierter Sprödbrüche.
In den 1970er Jahren wurde in den USA ein neues Beschichtungssystem entwickelt: die Zinklamellenüberzüge (Britisches Patent 1376067). Durch eine geringe Schichtdicke von typischerweise 8–12 µm ergab dieses System hohen Korrosionsschutz und ermöglichte die Vermeidung der Wasserstoffversprödung.
In den 1980er und 1990er Jahren verbreitete sich die Anwendung dieser Beschichtungssysteme, z. B. in der Automobilindustrie. Die Automobilindustrie benötigt Beschichtungssysteme mit hoher Korrosionsbeständigkeit. Da Zinklamellenüberzüge keinen Wasserstoff im Prozess erzeugen, wurden sie als Alternative zu galvanischen Oberflächen bei kritischen Anwendungen benutzt.

## Eigenschaften
Heute werden diese Beschichtungen für Verbindungselemente und andere Bauteile in der Automobilindustrie bevorzugt, weil sie verschiedene Vorteile bieten:
- gute Optik (Farbgebung)
- einen sehr guten Korrosionsschutz (240 h bis 1500 h im Salzsprühtest, je nach Anforderung)
- Temperaturbelastung
- gute Chemikalienbeständigkeit
- Umweltfreundlichkeit
- Reibungseigenschaften (bei Schrauben und Muttern)
- kein Warmlöseverhalten
- keine Gefahr von Wasserstoffversprödung bei hochfesten Verbindungselementen
- elektrische Leitfähigkeit
- weitere Verschraubungseigenschaften

Neben den Anwendungen in der Automobilindustrie findet man diese Beschichtungssysteme auch bei Windkraftanlagen, Bauindustrie, Elektrotechnik (Anlagenbau), LKW und auch in weiteren Märkten.
Zinklamellenüberzüge erzeugen den so genannten kathodischen Schutz; das unedlere Zink „opfert“ sich, um das Basismetall zu schützen. Stahl kann auf diese Art geschützt werden. Die Schichtdicke beträgt oft zwischen 5 µm und 15 µm, wobei bei besonderen Anforderungen auch dickere Schichten möglich sind. Bei metrischen Gewindeteilen ist es erforderlich die Toleranzen nach ISO 965 einzuhalten, sodass das Gewinde der Schraube nicht verklebt und die Reibungszahlen entsprechend einstellbar sind. Die mittlere Mindestschichtdicke von feuerverzinkten Verbindungsmitteln liegt unabhängig von der Gewindeabmessung bei 50 μm.
Im Gegensatz zu Lacken, bei denen die Gefahr der Unterwanderung besteht, wird dieses Phänomen durch die Opferwirkung des Zinks verhindert. Zinklamellenüberzüge erzielen beim Salzsprühtest bessere Ergebnisse als eine typische galvanische Zink-Beschichtung, die beim Salzsprühtest (meist nach DIN EN ISO 9227) oft nur 96 h bis 200 h erreichen. Bei einem derartigen Vergleich ist jedoch zu berücksichtigen, dass durch Anwendung von Salzsprühprüfungen auf Stahl mit Zinküberzug kein realistisches Ergebnis erreicht werden kann, weil diese Sprühprüfungen den Versagensmechanismus auf falsche Weise beschleunigen.

## Beschichtungstechnik

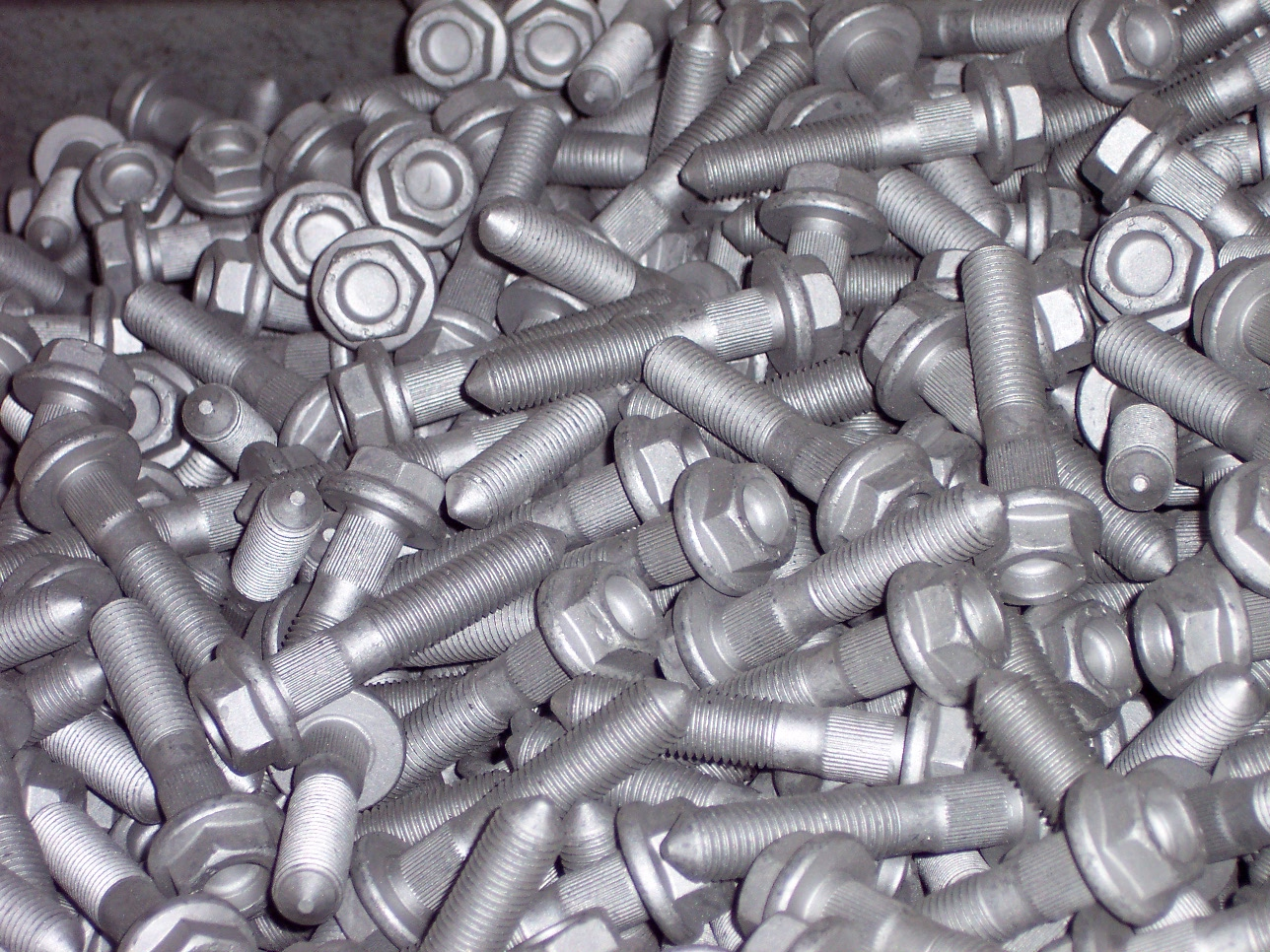
Zinklamellenüberzug: Beschichtete Schrauben

Das Beschichtungsmaterial der Zinklamellenüberzüge wird in flüssiger Form geliefert; es muss vor der Anwendung zu den gewünschten Anwendungsbedingungen vorbereitet werden. Viskosität, Temperatur und Rührungszeit vor der Anwendung spielen hier eine wichtige Rolle. Das Material kann mit den folgenden Anwendungstechniken aufgebracht werden:
- Sprühverfahren. Das Beschichtungsmaterial wird mit einer Sprühpistole auf die Oberfläche der Bauteile aufgebracht. Das kann manuell oder in einer vollautomatisierten Sprühanlage realisiert werden (für größere bzw. sperrige Teile, auch Gestellware genannt, da die Teile auf einem Gestell in den Beschichtungsprozess eingebracht werden).
- Dip-Spinning (englisch für Tauch-Schleuder-Verfahren). Die Teile werden in einen Korb geladen. Die Beschichtung wird durch Eintauchen des Korbes in einen Behälter mit dem vorbereiteten Beschichtungsmaterial realisiert. Nach dem Tauchen wird der Korb zentrifugiert, um die Rückstände des Beschichtungsmaterials zu entfernen (für kleinere Massenteile / Schüttgut, auch Trommelware genannt).
- Gestell-Tauch-Schleudern. Teile, die in Körbe gestellt oder anderweitig fixiert werden, werden getaucht, zentrifugiert und mit dem Gestell durch den Ofen gefahren.
- Tauch-Ziehen. Durch das Eintauchen in den Lack und definiertes Herausziehen ist das Beschichten von Außen- und Innenseite von beispielsweise Rohren in einem Prozessschritt möglich. Die Teile sollten jedoch genügend Öffnungen haben, damit das Material wieder ablaufen kann, sonst ist keine einwandfreie Beschichtung möglich, da sich durch Anhäufungen Blasen bilden.

Vor der Beschichtung muss die Oberfläche der Teile vorbehandelt werden. Beizen mit Säuren (z. B. Schwefelsäure, Salzsäure) erzeugt atomaren Wasserstoff, der in die Stahlstruktur eindringen und sie verspröden kann. Um Beizverfahren zu vermeiden, sind andere Vorbehandlungsprozesse nötig. Die typischen Reinigungsverfahren sind Entfettung mit einer alkalischen wässrigen Lösung und dann Strahlen mit sehr kleinen Stahlkugeln (Strahlmittel). Reinigungsmittel beseitigen Fett, Öl und Schmutz von der metallischen Oberfläche. Strahlen beseitigt Zunder und Rost durch die mechanische Einwirkung der Stahlkugeln, die mit Hilfe einer Turbine in einer Kammer auf die Teile beschleunigt werden. Beide Verfahren erzeugen keinen Wasserstoff, aus diesem Grund besteht keine Gefahr von Wasserstoffversprödung hochfester Stahlbauteile.
Nach der Vorbehandlung folgt die eigentliche Beschichtung. Die Teile werden auf einem Gestell mit dem Zinklamellenmaterial besprüht (Sprühverfahren) oder in einen Behälter getaucht und zentrifugiert (Dip-Spinning). Auf der Oberfläche der Teile bildet das Beschichtungsmaterial idealerweise eine uniforme Schicht. Um die ausgezeichneten Eigenschaften der Zinklamellenüberzüge zu bilden, ist ein Einbrennverfahren erforderlich.
Die beschichteten Teile müssen in einem Ofen unter kontrollierter Temperatur und Zeit eingebrannt werden. Diese Temperatur-Zeit-Konstellation hängt vom Beschichtungsmaterial und Produkthersteller ab, da jeder Hersteller von Zinklamellenprodukten seine patentierte Formel anbietet. Typische Einbrenntemperaturen sind 200 °C, 240 °C und 320 °C. Beim Einbrennen wird die Beschichtung vernetzt und eine gleichmäßige, haftfeste und trockene Schicht wird erzeugt.
Seit 2014 gibt es eine lufttrocknende Version. Diese Zinklamellenbeschichtung trocknet innerhalb von 48 Std. bei Raumtemperatur, kann aber auch bei 80 - 100 °C beschleunigt im Ofen getrocknet werden. Die Beschichtung eignet sich für das Tauch-Schleuder- und das Spritzverfahren. Systembedingt kann es zur Einbeschichtung von Luftblasen in die aufgebrachte Schicht kommen. Diese Luftblasen sind dann Kondensationspunkte für eindringenden Wasserdampf. Resultat hierdurch sind bei gleichzeitigem Einwirken von Tieftemperaturen (<0 °C) eine Art Delamination bzw. eine sauerstoffarme Korrosion mit Zersetzung des Wassers (Hydrolyse).

## Anwendung
Zinklamellenüberzüge werden weltweit in der Automobil- und Bauindustrie als kathodische Korrosionsschutzschichten benutzt. In Kombination mit nachbehandelten dünnen organischen oder anorganischen Beschichtungen können diese auch Farbe (schwarz, silber, grün, blau usw.), Chemikalienbeständigkeit, geringe elektrische Leitfähigkeit (wegen Einfluss der organischen Schicht) und Verschraubungseigenschaften bieten. Bei Bedarf ist auch eine Nachschmierung oder Schraubensicherung (Patch) möglich.
Stahlteile, die mit Zinklamellenüberzügen beschichtet werden können, sind z. B. Schrauben, Muttern, Federn und Bleche sowie Konstruktionsteile.
Bei Windkraftanlagen (siehe erneuerbare Energie) werden diese Beschichtungen für Verbindungselemente mit Gewinde oft aufgebracht. Gute Systeme sind u. a. vom Germanischen Lloyd zertifiziert.
Zinklamellenüberzüge sind besonders für hochfeste Schrauben (FK 10.9 und höher), hochfeste Muttern (FK 10 und höher), Konstruktionsteile mit Zugfestigkeit > 1000 N/mm² oder > 320 HV geeignet, weil Wasserstoffversprödung vermieden wird. Jedoch ist systembedingt eine höhere Gefahr der betriebsbedingten Wasserstoffversprödung aufgrund des Schichtaufbaus gegeben. Bedingt durch die nicht kompakte Schicht kann es zur Hydrolyse des Korrosionselektrolyten kommen. Hierbei wird der pH-Wert des Korrosionsmediums durch die Wasserzersetzung gesenkt. Dieses verursacht eine vermehrte Bereitstellung von atomaren Wasserstoff (Tafel; Heyrowsky-Reaktion). Somit besteht bei diesem System grundsätzlich die Gefahr der betriebsdedingten Wasserstoffversprödung bei höchstfesten Werkstoffen mit einer Wasserstoffempfindlichkeit.